# Первичные зубатые моли
Первичные зубатые моли, или зубатые первичные моли, или зубатые моли (лат. Micropterigidae), — семейство очень мелких чешуекрылых, выделяемое в монотипические надсемейство Micropterigoidea и подотряд первичных зубатых молей (Zeugloptera):212.

## Описание
Мелкие бабочки с размахом крыльев 4—15 мм. Голова в грубых торчащих чешуйках. Глазки развиты. Сложные глаза относительно небольшие. Усики короткие, не превышают 3/4 длины передних крыльев, нитевидные. Ротовой аппарат специализированный, грызущего типа. Питаются цветочной пыльцой. Мандибулы сильно склеротизованы, асимметричны, сочленены с головной капсулой двумя мыщелками каждая. Челюстные щупики относительно длинные, 5-члениковые. Губные щупики короткие, 2—3-члениковые. Голени средних ног без шпор. Крылья относительно широкие, овальные, с короткой бахромой. Задние крылья в полете не сцеплены с передними, заметно отстают от них. Рисунок передних крыльев как правило, с металлическим отливом — в роде Micropterix образован золотыми либо серебристыми перевязями и пятнами на медно-коричневом либо бронзовом фоне. Реже крылья с однотонной окраской. Гусеницы с 8 парами брюшных ног. Куколка свободная.

## Палеонтология
В ископаемом состоянии семейство известно с юрского периода. Четыре рода первичных зубатых молей найдены в меловом бирманском янтаре.
- † Archmosaicus Zhang, Deng et Ren, 2020, бирманский янтарь (Мьянма)
- † Auliepterix Kozlov, 1989 (Казахстан, Монголия)
- † Baltimartyria Skalski, 1995, балтийский янтарь, эоцен
- † Electrocrania Kuznetsov 1941 балтийский янтарь
- † Moleropterix Engel & Kinzelbach, 2008 Fur Formation (Дания)
- † Palaeosabatinca Kozlov, 1989, Zaza (Россия)
- † Parasabatinca Whalley, 1978, ливанский янтарь и Crato Formation (Бразилия)
- † Terncladus Han, Zhang et Ren, 2024, бирманский янтарь (Мьянма)[9]
  - †Terncladus lunatus Han, Zhang et Ren, 2024
  - †Terncladus halonatus Han, Zhang et Ren, 2024

## Классификация
В семействе 21 род (3 ископаемых) и 160 видов (6 ископаемых; данные на 2011 год). В России около 10 видов.
- Micropterix Hübner, 1825
  - Золотистый мелкокрыл — Micropterix aureatella (Scopoli, 1763)
  - Калужницевый мелкокрыл — Micropterix calthella  (Linnaeus, 1761)
- Epimartyria Walsingham, 1898
- Issikiomartyria Hashimoto, 2006
- Kurokopteryx Hashimoto, 2006
- Neomicropteryx Issiki, 1931
- Palaeomicroides Issiki, 1931
- Paramartyria Issiki, 1931
- Vietomartyria Mey, 1997
- Sabatinca F. Walker, 1863
- Agrionympha Meyrick, 1921
- Hypomartyria Kristensen & Nielsen 1982
- Squamicornia Kristensen & Nielsen, 1982
- Melinopteryx Imada & Kato, 2018[10]